# Campylocentrum generalense
Campylocentrum generalense  é uma espécie de orquídea, família Orchidaceae, que existe na Costa Rica. Trata-se de planta epífita, monopodial, com caule e folhas rudimentares, cujas inflorescências brotam diretamente de um nódulo na base de suas raízes aéreas. As flores são minúsculas, alaranjadas, de sépalas e pétalas livres, e nectário na parte de trás do labelo. Pertence ao grupo de espécies de Campylocentrum que não têm folhas nem caules aparentes.

## Publicação e histórico
- Campylocentrum generalense Bogarín & Pupulin, Harvard Pap. Bot. 15: 385 (2010).

Conforme informações fornecidas pela descrição original desta espécie, a partir de espécime encontrado por Jorge Cambrinero a cerca de 600 metros de altitude, em Pérez Zeledón, San Isidro de El general, Palmares, San José, Costa Rica, crescendo sobre espécies indeterminadas de Citrus em 2004, floresceu em fevereiro de 2005. Trata-se de planta cuja morfologia vegetativa lembra o Campylocentrum pachyrrhizum. Dele diferencia-se principalmente por apresentar inflorescência com flores muito mais juntas; nectário bulboso com leve curvatura ascendente, mais estreito na base; e labelo levemente trilobulado, não inteiro como o segundo. No grupo das espécies afilas, estas duas espécies são as únicas que apresentam raízes claramente achatadas de margens bem definidas, e também as únicas com brácteas florais bem visíveis cobrindo o ovário.